# 대한민국의 소규모 어항
소규모 어항(小規模漁港)은 대한민국의 어항 중 어촌·어항법에 따라 국가어항, 지방어항, 어촌정주어항으로 지정된 법정항을 제외한 나머지 비법정항을 말한다. 2010년12월말 현재 1,255개항이 있으며 이중 육지에 546개항, 도서지역에 709개항이 있다. 소규모어항의 유지보수에 필요한 비용은 해당 지방자치단체에서 부담하고 있다.

## 어항 목록
- 부산광역시의 소규모 어항 목록
- 인천광역시의 소규모 어항 목록
- 울산광역시의 소규모 어항 목록
- 경기도의 소규모 어항 목록
- 강원특별자치도의 소규모 어항 목록
- 충청남도의 소규모 어항 목록
- 전북특별자치도의 소규모 어항 목록
- 전라남도의 소규모 어항 목록
- 경상북도의 소규모 어항 목록
- 경상남도의 소규모 어항 목록
- 제주특별자치도의 소규모 어항 목록

## 같이 보기
- 어항 (항구)
- 대한민국의 국가어항
- 대한민국의 지방어항
- 대한민국의 어촌정주어항